# Eneco Tour 2010
Die 6. Eneco Tour fand vom 17. bis 24. August 2010 statt. Das einwöchige Rad-Etappenrennen bestand aus einem Prolog und sieben Etappen.

## Etappen

### Übersicht
| Etappe    | Tag        | Start–Ziel                                 | km    | Etappensieger   | Gesamtwertung |
| --------- | ---------- | ------------------------------------------ | ----- | --------------- | ------------- |
| Prolog    | 17. August | Steenwijk (Niederlande)                    | 05    | Svein Tuft      | Svein Tuft    |
| 1. Etappe | 18. August | Steenwijk–Rhenen                           | 177   | Robbie McEwen   | Svein Tuft    |
| 2. Etappe | 19. August | Rucphen–Ardooie (Belgien)                  | 210   | André Greipel   | Svein Tuft    |
| 3. Etappe | 20. August | Ronse                                      | 187   | Koos Moerenhout | Tony Martin   |
| 4. Etappe | 21. August | Sint-Lievens-Houtem–Roermond (Niederlande) | 212   | Greg Henderson  | Tony Martin   |
| 5. Etappe | 22. August | Roermond–Sittard                           | 208   | Jack Bobridge   | Tony Martin   |
| 6. Etappe | 23. August | Bilzen (Belgien)–Heers                     | 205   | André Greipel   | Tony Martin   |
| 7. Etappe | 24. August | Genk                                       | 016,5 | Tony Martin     | Tony Martin   |